# Joachim de Rye
Joachim de Rye (1500-1560), seigneur de Rye, est un noble du comté de bourgogne (actuelle Franche-Comté), courtisan de l'empereur Charles Quint.

## Biographie

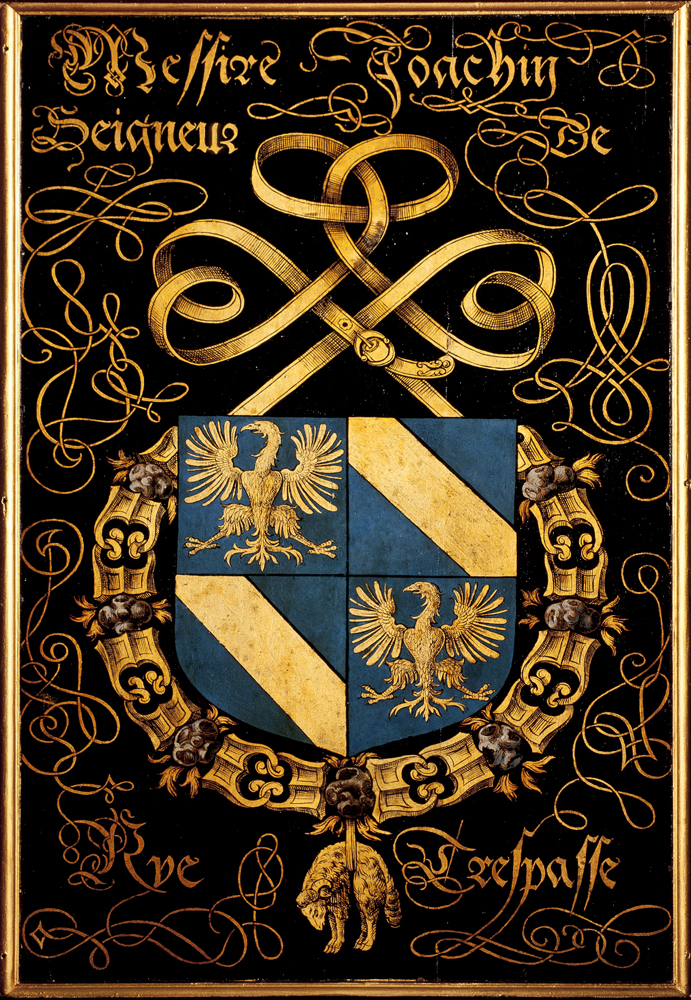
Armes de Joachim de Rye

Né en 1500, Joachim de Rye est le fils aîné de Simon, seigneur de Rye, Balançon et Dissey et d'Antoinette de La Baume,.
Joachim avait le même âge que Charles Quint, il fut élevé avec lui comme page et jouit par la suite de l'étroite amitié de celui qui allait devenir l'empereur du Saint-Empire romain germanique. Cette proximité fit que par exemple il accompagna le jeune prince dans ses déplacement et notamment lorsqu'il alla prendre la couronne de Castille à Valladolid. Il fut alors sommelier et garde du corps du prince, ce qui l'amena jusqu'en Afrique, en 1535. C'est à ce moment-là, près de Tunis qu'il fut armé chevalier par les mains de l'Empereur lui-même.
En plus d'occuper le rôle d'intendant personnel de Charles Quint, il s'illustre aussi en tant que général de cavalerie légère et sur divers terrains de guerre. Il était dans l'armée impériale, auprès de Philibert de Chalon, lors de la prise de Rome en 1527. Il participe aussi à l'échec du siège de Landrecies en 1543, avec son frère Marc de Rye et victorieusement à bataille de Muehlberg en 1547.
Il fut réputé comme l'un des meilleurs jouteurs et tournoyeurs de son temps.
Grâce au patronage de l'empereur, Joachim ainsi que ses frères Marc et Gérard, épousèrent trois sœurs dites Dames de Neufchâtel, héritières des seigneuries des maisons comtoises de Neufchâtel et de Longwy,.
En 1546, Joachim est fait chevalier de l'Ordre de la Toison d'or au chapitre d'Utrecht.
Il meurt en 1560 à l'âge de 60 ans.

## Famille
Le 3 janvier 1534, il épouse : Antoinette de Longwy (c. 1528-1544), Dame de Guiry, fille de Christophe de Longwy et d'Anne de Neuchâtel.
Ensemble ils ont une fille :
- Françoise de Rye, dame de Longwy. Époux : Léonor Chabot, comte de Charny (c. 1526-1597)